# Płyta Środkowołabska
Płyta Środkowołabska (czes. Středolabská tabule) – południowo-wschodnia część Płyty Środkowoczeskiej (czes. Středočeská tabule).
Od północnego zachodu graniczy z Płytą Dolnooharską (czes. Dolnooharská tabule), od północy z Płytą Izerską (czes. Jizerská tabule), od wschodu z Płytą Wschodniołabską (czes. Východolabská tabule), od wschodu z Górami Żelaznymi (czes. Železné hory), od południa Wyżyną Górnosazawską (czes. Hornosázavská pahorkatina), a od południowego zachodu z Wyżyną Beneszowską (czes. Benešovská pahorkatina) i Równiną Praską (czes. Pražská plošina).
Jest to kraina cechująca się umiarkowanym reliefem - wyżynna, z kotlinami, pogórzami, pojedynczymi pagórami oraz terasami rzecznymi.
Odwadnia ją Łaba z dopływami: Výrovka (czes. Výrovka), Doubrava (czes. Doubrava), Cidlina (czes. Cidlina), Mrlina (czes. Mrlina). Tutaj również do Łaby wpada Wełtawa (czes. Vltava).
Zbudowana jest głównie ze skał osadowych wieku górnokredowego: piaskowców, mułowców, iłowców.
Większe miasta: Kolín, Čáslav, Nymburk, Neratovice, Mělník.

## Podział
Płyta Środkowołabska:
- Kotlina Nymburska (czes. Nymburská kotlina) – Oškobrh (285 m n.p.m.)
- Kotlina Czasławska (czes. Čáslavská kotlina) – średnia wysokość 245 m n.p.m.
- Kotlina Mielnicka (czes. Mělnická kotlina) – Dřínov (247 m n.p.m.)
- Płyta Mrlińska (czes. Mrlinská tabule) – Ostrá hůrka (278 m n.p.m.)
- Płyta Czeskobrodzka (czes. Českobrodská tabule) – średnia wysokość 243 m n.p.m.

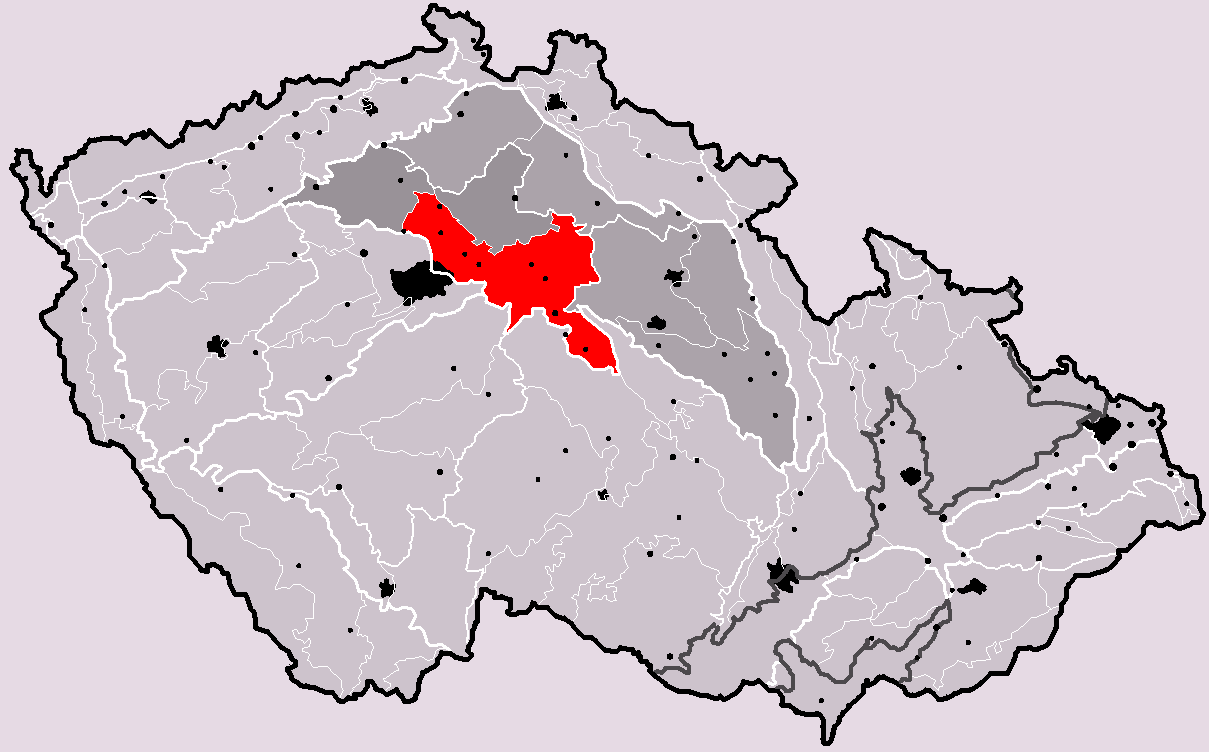
Położenie Płyty Środkowołabskiej